# Зонненберг (Бранденбург)
Зонненберг (нем. Sonnenberg) — община в Германии, в земле Бранденбург.
Входит в состав района Верхний Хафель. Подчиняется управлению Гранзее унд Гемайнден. 
Коммуна подразделяется на 5 сельских округов.

## Население
| Год  | Население |
| ---- | --------- |
| 1990 | 1 053     |
| 1995 | 989       |
| 2000 | 974       |
| 2005 | 921       |
| 2010 | 888       |
| 2015 | 823       |
| 2020 | 845       |

## Галерея

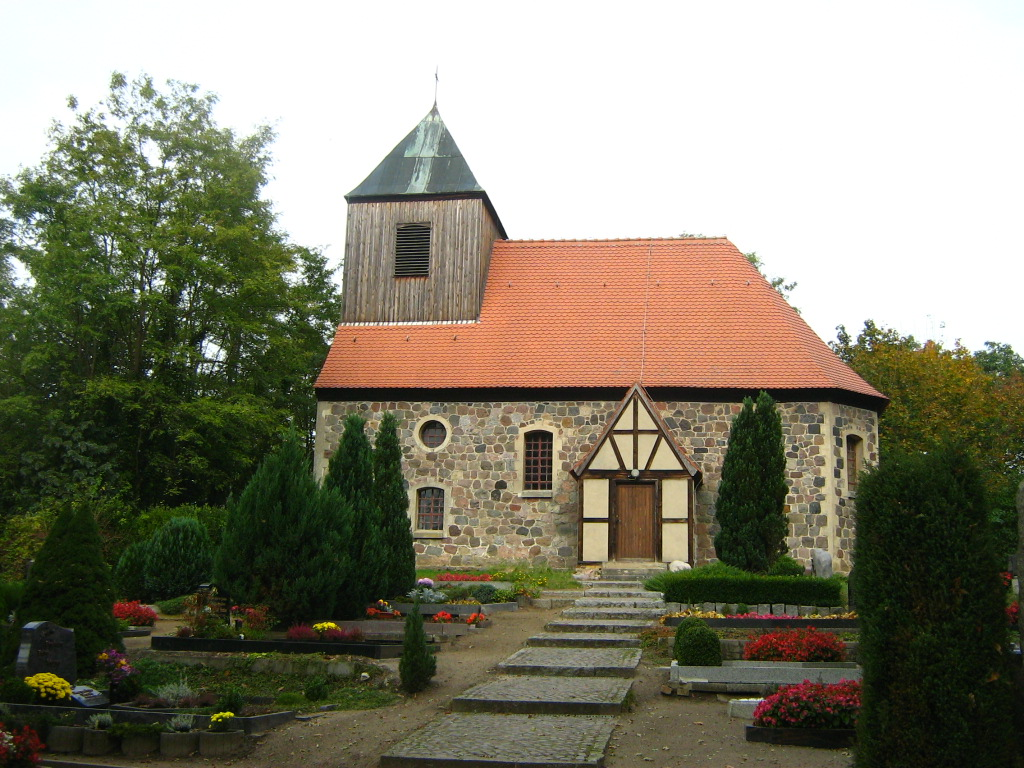
Кирха Баумгартена
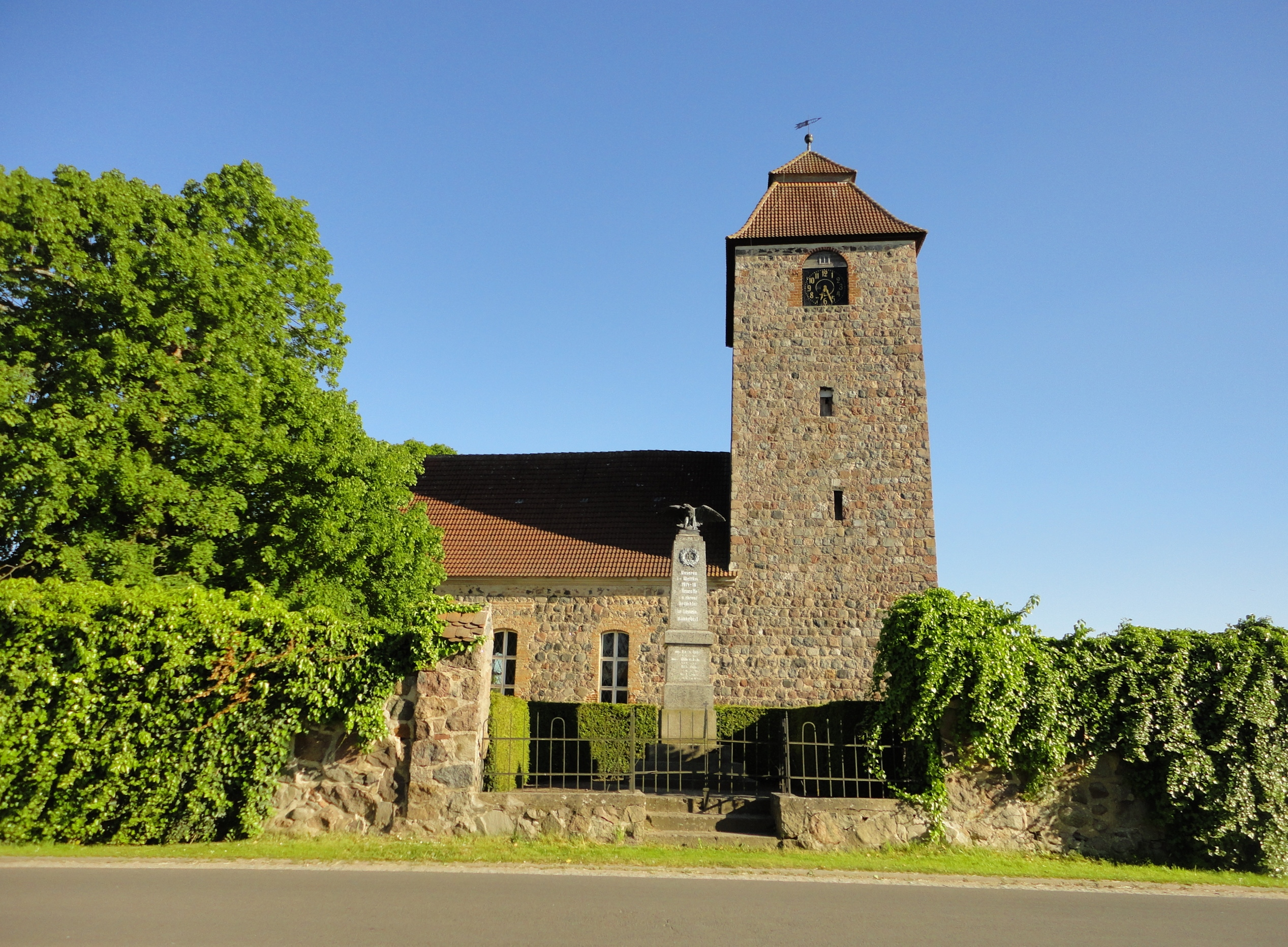
Кирха Рённебека
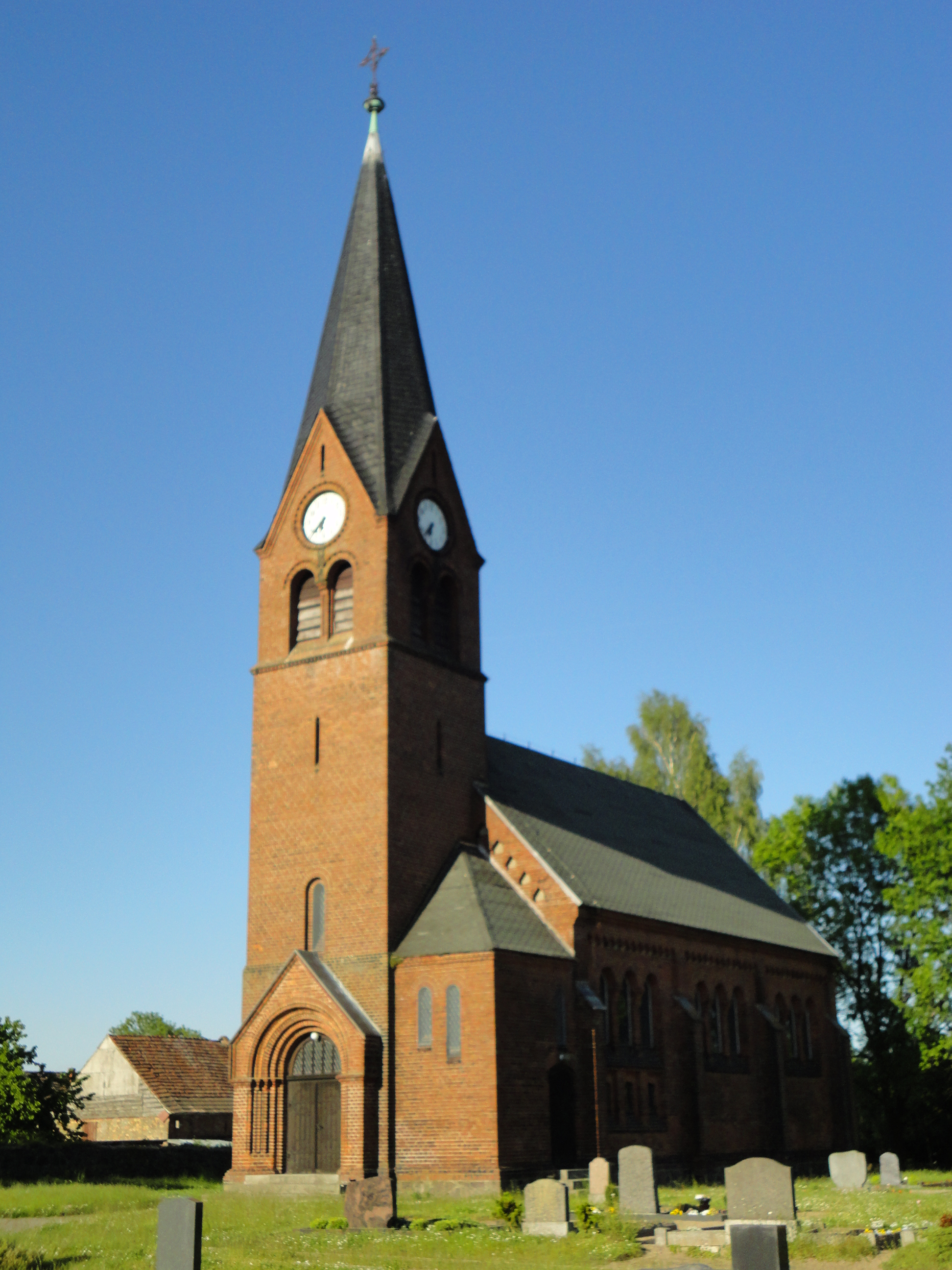
Кирха Шульцендорфа
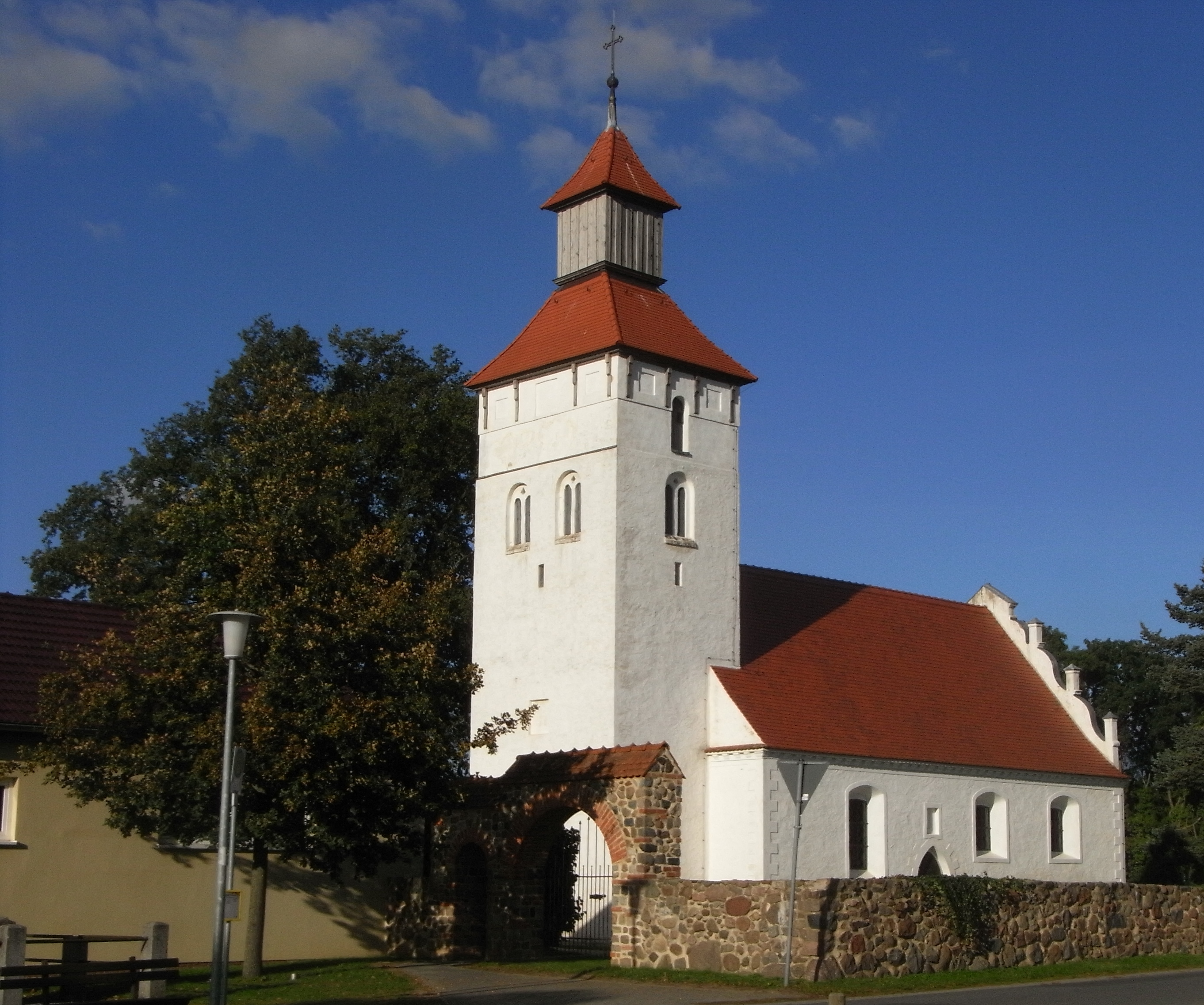
Кирха Зонненберга